# Kanton Toul-Sud
Kanton Toul-Sud (fr. Canton de Toul-Sud) byl francouzský kanton v departementu Meurthe-et-Moselle v regionu Lotrinsko. Tvořilo ho 16 obcí. Zrušen byl po reformě kantonů 2014.

## Obce kantonu
- Bicqueley
- Blénod-lès-Toul
- Bulligny
- Charmes-la-Côte
- Chaudeney-sur-Moselle
- Choloy-Ménillot
- Crézilles
- Domgermain
- Gye
- Mont-le-Vignoble
- Moutrot
- Ochey
- Pierre-la-Treiche
- Sexey-aux-Forges
- Toul (jižní část)
- Villey-le-Sec